# Red Alert (Agent 51)
Red Alert is het debuutalbum van de Amerikaanse band Agent 51. Het is door Alphabet Records uitgegeven op cd in 1998. Het album bevat 51 tracks, waarvan track 20 tot 50 slechts uit een paar seconden stilte bestaan. Er werd een videoclip gefilmd voor het titelnummer.
Het album bevestigde voor de eerste keer de aanwezigheid van de band in de lokale punkscene. Sommige nummers en de albumillustraties geven details weer over de fascinatie van de band met ufo's, buitenaards leven en de mogelijke verhulling van hun bestaan door de regering van de Verenigde Staten.

## Nummers
| 1. "Red Alert" 2. "Work All Day" 3. "Boot to the Brain" 4. "Designed" 5. "Left Me with Nothin'" 6. "5 Miles to Bellevue" 7. "Homecoming Queen" 8. "The War" 9. "Boomerang" 10. "No Way" | 1. "Hitman" 2. "Swingin' Doors" (cover van Merle Haggard) 3. "Surprise, Surprise" 4. "Gather 'Round" 5. "Chuck" 6. "Deadlines and Commitments" 7. "I'm Not Going Anywhere" 8. "Conditioned" 9. "San Diego's Burning" 1. "Area 51 radio clip" (begint op 0:51) |

## Band
- Chris "Broken" Armes - gitaar, zang
- Eric "Airwick" Davis - gitaar, zang
- Greg Schneider - basgitaar, zang
- Rob Hunter - drums